# PTRD–41
A PTRD-41 (oroszul: ПТРД − Противотанковое однозарядное ружьё обр. 1941 г. системы Дегтярева, magyar átírásban: Protyivotankovaja odnozarjadnoje ruzsjo obr. 1941 g. szisztyemi Gyegtyarjova, magyarul: 1941-es mintájú Degtyarjov rendszerű egylövetű puska) szovjet páncéltörő puska, melyet 1941. augusztus 29-én rendszeresítettek a Vörös Hadseregnél. A fegyver 800 méteres távolságon belül könnyű páncélozott járművek és bunkerek ellen, illetve 500 méteres lőtávolságig légi járművek ellen alkalmazható.

## Története
1939-ben a Szovjetunió nagyszámú lengyel gyártmányú Wz. 35 páncéltörő puskához és a kevésbé sikeres Pzb 38 fegyverhez jutott hozzá, azonban nem hasznosították a megszerzett fegyverek tapasztalatait és a 12,7 mm-es Solohov-rendszerű páncéltörő puskát használták. Emellett számos páncéltörőpuska-típus rendelkezésre állt, azonban vagy túlságosan bonyolultak (a gázelvételes öntöltő rendszer miatt), vagy nehezek, nehézkesen kezelhetők voltak.
Vaszilij Gyegtyarjov és Szergej Szimonov kollektívái párhuzamosan egy könnyű, olcsón, nagy tömegben és aránylag egyszerűen gyártható páncéltörő fegyver készítésére kapott utasítást 1941 júliusában. A fegyverek dokumentációja és prototípusa 22 nap alatt készült el és mindkét kollektíva vezetője bemutatott egy-egy páncéltörő fegyvert a 14,5×114 mm-es lőszerre. Gyegtyarjov fegyvere egylövetű volt (PTRD), míg Szimonov fegyvere (PTRSZ) 5 töltény befogadására alkalmas tárat tartalmazott. Az akkori vezetés nem látott lényeges különbséget a két fegyver között, ezért mindkét fegyver hadrendbe állítását elfogadta. A két fegyvertípusból a második világháború alatt együttesen körülbelül 400 ezer darabot gyártottak. A Gyegtyarjov-féle puska gyártása egyszerűbb volt, ezért nagyobb darabszámban készült.  
A háború kezdetén a németeket sokkolta a rendkívüli átütőerejű szovjet páncéltörő fegyverek nagyszámú megjelenése, azonban ezek válogatás nélküli használata a német járművek páncélzatának megerősítéséhez vezetett. A harcoló németek páncélozott járműveiken köténylemezeket alkalmaztak, ami részben hatástalanná tette a páncéltörő fegyvereket. A védettebb harcjárművek ellen, mint például a Panzerkampfwagen IV, már nem volt elegendő tűzereje a PTRD−41 páncéltörő fegyvernek. Másrészt az elhamarkodott tervezés és az elkapkodott gyártás hibái csak a használat során derültek ki: például a csőszájfék konstrukciós hibájából adódóan a felverődő por, télen a hó lövéskor elárulta az állás helyét. Hibás volt a pontosabb célzást biztosító állvány konstrukciója is. 
A német járművek köténylemezei és egyre erősebb páncélzata miatt a lövészek gyakran kényszerültek az előírás helyetti 300–500 méteres távolság helyett akár 100 méterről lőni az ellenséges járműveket, ami találati hiba esetén végzetes volt a lövészre nézve. Minden hiányossága ellenére kevés alkatrészből álló, egyszerű és könnyen elsajátítható kezelésű, megbízható fegyver volt. 1944 végére a fegyver végleg elavulttá vált és csupán könnyebb páncélozott járművek vagy páncélozatlan teherautók ellen vetették be. A Szovjetunióban 1945-ben véglegesen kivonták a hadrendből, azonban számos helyen a továbbiakban is használták, mint például a koreai és afganisztáni háborúk, a csecsenföldi és a délszláv konfliktus esetén.